# Оксидація за Корі— Сагсом
Оксидація за Корі— Сагсом (рос. окисление Кори— Сагса, англ. Corey — Suggs oxidation) — оксидація органічних сполук за допомогою піридиній хлоридохромату (pyH+CrO3Cl–, одержується при взаємодії CrO3, HCl і піридину). Використовується в стехіометричних кількостях до субстрату в інертних розчинниках (пр., CH2Cl2).
Характерною є вибіркова оксидація алільної спиртової групи до альдегідної чи кетонної в присутності інших спиртових груп, оксидація первинної спиртової групи до альдегідної в присутності метильних груп, оксидація активної метиленової групи до кетонної в присутності метильної. Використовується також в оксидаційних перегрупуваннях.